# Sinfrônio Cardoso
Sinfrônio Maurício de Azevedo Cardoso  (Estância, 19 de outubro de 1850 — , ) foi educador e poeta brasileiro.
Sinfrônio além de um dos grandes educadores na Zona da Mata mineira, é tido como um dos grandes nomes na poesia sergipana, elencado por Sílvio Romero, na elite de poetas chamada de "Parnaso Sergipano".

## Biografia
Sinfrônio nasceu na cidade da Estância, Estado de Sergipe, em 19 de outubro de 1850, era um dos sete filhos do casal Joaquim Maurício Cardoso (1806-1869), professor baiano e da sergipana (natural de Estância) Joanna Baptista de Azevedo. Seus irmãos, todos notadamente intelectuais de grande envergadura, foram Brício Cardoso (1844-1924), Severiano Maurício Cardoso (1840-1907), Melchisedek Mathusalém Cardoso (1860-1938), Manoel Maurício Cardoso (1864-1936), Ignez de Azevedo Cardoso, Amélia Cardoso e Valeriana Cardoso. Sinfrônio era tio do político, deputado e senador Maurício Graccho Cardoso, filho do irmão Brício, e do também político, advogado e professor universitário, governador de Estado do Rio Grande do Sul e ministro da Justiça, Maurício Cardoso.
Sinfrônio fez o curso completo de humanidades e o 2º ano teológico no Seminário d'Angers (Grand Séminaire d'Argers), (França) departamento do Maine e Loire. Fora seu irmão, Brício Cardoso que, com a reversão dos lucros obtidos com a venda do livreto "Noites do Seminário", patrocinara a ida e os estudos de Sinfrônio na França. O livreto de Brício, fora inspirado em sua estadia como aluno do Seminário Menor de Preparatórios, em Salvador. O livreto, um conjunto de conferências morais e religiosas, cujo autor se denomina um "ex-seminarista", foi editado por Sinfrônio e dedicado por ambos, autor e editor ao Arcebispo Primaz, aos seus diretores e mestres, "assegurando assim o sinete da pública aprovação". Sobre esta publicação, assim se refere o literato Cândido da Costa e Silva: "...Também aqui houve um romântico provinciano, cantor das Noites do Seminário, livrinho que ganhou letra de fórma em 1870. Autor aos dezenove anos, preferiu o anonimato de "um ex-seminarista...",

## O docente
Sinfrônio, por incômodos físicos, abandona os estudos na França regressa ao Brasil, dedica-se ao magistério e, tempos depois, vamos encontrá-lo em Barbacena ministrando aulas particulares. Por volta de 1880 ele é professor e diretor, juntamente com João Alves de Souza Machado em uma escola particular numa localidade de (Leopoldina), denominada Freguesia de Piedade (Leopoldina)  Meses depois é inaugurado o "Colégio Piedade", instituição particular, no mesmo distrito, tendo ele à frente das cadeira de inglês francês, etc.  e Algum tempo mais tarde, em 1886 ele desempenha suas funções de professor na cidade de São João Nepomuceno 
Já em 1891 ele é designado para reger as aulas suplementares do 1º ano de francês no Internato do Ginásio Nacional (ex-Colégio Pedro II). Ele permanece durante alguns anos (seguramente até 1889) no Rio de Janeiro, à serviço daquela escola e já em 1908, vamos encontrá-lo novamente em São João Nepomuceno, atuando como professor no Grupo Escolar Coronel José Braz  em São João Nepomuceno, onde permanecerá até 1915 
Em São João Nepomuceno e nos círculos intelectuais de toda a região Sinfrônio havia alcançado uma reputação quase que ímpar. Era respeitado como professor, como literato, como homem de imprensa e sobretudo como educador e cidadão. Além de um literato de reconhecido mérito, um poeta sóbrio e um prosador inspirado, era um orador de raro talento. São estas as palavras do periodista de "O Pharol" em maio de 1913, por ocasião da inauguração do Ginásio São Salvador  em São João Nepomuceno, ocasião em que Sinfrônio além de representar o corpo docente, representava igualmente o jornal "O Correio de Mathias", da cidade de Matias Barbosa:

“... ao erguer-se de sua cadeira o estimado docente do Ginásio, palmas vibrantes soaram em todo o salão, literalmente ocupado. Todos se levantaram, ao dirigir-se à tribuna o inspirado poeta. [...] O professor Sinfrônio, que dispõe de um grande talento, servido de uma cultura sólida e muito variada, produziu notável discurso, conceitoso, histórico e de fino valor literário. O silêncio foi completo. Pareciam suspensas as respirações. SS. Empolgou por completo o auditório. [...] Todos se puseram de pé à passagem do ilustrado professor, ao descer ele da tribuna, para, de novo, ocupar a sua cadeira....” 

Depois, por nomeação datada de 28 de agosto de 1918, ele vai para Caratinga, como diretor do Grupo Escolar de Caratinga e, não muito tempo depois é transferido para a cidade de Campo Belo, onde permanece entre os anos 1919/20  e 1921/26  onde atuará como diretor do Grupo Escolar Cônego Ulisses, daquela cidade.
Embora o Almanak Laemmert o dê como diretor do Grupo Escolar Cônego Ulisses, em Campo Belo, entre os anos 1921/26, o fato é que em 31 de maio de 1921, por ato do Secretário do Interior do Estado de Minas Gerais, ele foi transferido para a cidade de Guarará, para atuar como diretor da "Escola Ferreira Marques", em substituição ao diretor prof.º Carlos de Ouro Preto Tarquínio Pereira, que, em contrapartida , o substituiria em seu posto anterior.  Todavia a estadia de Sinfrônio em Guarará é um tanto curta. Ele encontra dificuldades no desempenho de suas funções, promovidas em parte pelas condições do prédio escolar que havia (em parte) desabado e que aguardava liberação de verbas para a reparação.
 No ano seguinte (1922) ele é substituído pela diretora Gabriela Alves do Prado. 
No campo benemérito ou humanitário, ele pertenceu à instituição denominada "Hospital de Isolamento - Sociedade Chapôt-Prevôst".

## O literato
Em 1908 ele é colaborador na Revista juizforana "Lar Católico". Essa revista, de conteúdo exclusivamente católico, funcionava em sua própria oficina e surgiu em 12 de abril de 1908, sob a direção e redação de Lindolfo Gomes e tinha entre os seus colaboradores, além de Sinfrônio, notáveis homens de imprensa, como o conde de Afonso Celso, Pe Dr. Júlio Maria, Dr. Pinto de Moura, C. Figueiredo, Augusto Glória, Bernardo Aroeira, Brício Cardoso, Belmiro Braga, Joaquim de Almeida Queiroz, dr. Joaquim de Menezes, Monsenhor Gonçalves de Araújo e dona Maria Rita Burnier e também foi um colaborador na "Revista do Ensino Mineiro". 
Sinfrônio fazia parte do primeiro dos quatro grupos de poetas sergipanos elencado Sílvio Romero, na sistematização que estabeleceu, para os literatos sergipanos. Cada um destes grupos teria um chefe e estariam dentro de um mesmo período cronológico. Faziam parte do primeiro grupo, além de Sinfrônio, Constantino José Gomes de Souza (considerado "a pedra fundamental da literatura sergipana”) o chefe do grupo, Pedro Calasans, Bittencourt Sampaio, José Maria Gomes, Elzeario Pinto, Eustaquio Pinto, Joaquim Esteves, Joaquim de Calasans, Severiano Cardoso, Geminiano Paes, Eutichio Soledade e Leopoldo Amaral. (ROMERO, 2001, p. 13).       A poesia de Sinfrônio Cardoso, tal qual a alguns de seus companheiros caracteriza-se pelo semi classicismo . 
O periodista do jornal A União, referindo-se a Sinfrônio como um Poeta Moral, assim diz:  

"... É uma avis rara, afinal, uma como fênix entre os poetas brasileiros. [...] Sinfrônio Cardoso, como poeta, vale muito mais que várias dúzias desses vates irritáveis e autólatras, qua aí mutuamente se degladiam... [...] ...porque, então, ele não é conhecido, como devia e merece? Dicant paduani. Digam-no os "sábios da escritura"..." o periodista emenda dizendo que por não interessar-se pelo reconhecimento,evitar a publicidade, evitar as polêmicas e ser um amante confesso da vida mansa e serena. Aquele altura (1916) Sinfrônio, segundo o periodista já era autor de mais de dez mil composições e que "Só o grande Delfino poderia ser-lhe comparado" em fecundidade. e arremata dizendo que "Conheço poesias dele iguais às melhores dos príncipes e duques da poesia nacional..."

Ele é uma figura de destaque dentre os poetas notáveis de Sergipe, contracenando com outros ´pares de igual envergadura, como os irmãos Constantino e José Maria Gomes, Leopoldo Amaral, Severiano Cardoso (seu irmão), etc.
Além de um notável lirismo, de um semi classicismo impregnado de imagens claras e suaves, por sua vez concisas e diretas, como as pinceladas dum pintor embevecido, Sinfrônio canta igualmente o sertanejo de "Chapéo de couro e gibão", onde expõe a existência do seu amor bucólico e brutal, desferindo na viola os queixumes "Da mais ardente paixão"; e, "dedilhando bravatas e queixas, enfeixa todo um poema nas seguintes décimas a Mello Moraes e Juvenal Galeno": 
 

“É noite velha, Marocas,

Não dorme quem tem paixão;

No fogo que nem pipocas,

Rebenta meu coração:

Na cama viro e reviro,

Lá vai por ti um suspiro

Outro e outro e muitos mais;

Sonha com o teu sertanejo,

Toma, mulata, esse beijo

Furtado nos bamburrais....”

### Colaboração em jornais e revistas
Foram inúmeras as participações editorialistas de Sinfrônio, dentre as quais cita-se: Sorriso, 1880; Combate, 1889; Progresso Suburbano, 1902; Estado de Sergipe, 1894; Raio, 1902; Voz do Povo, 1909;  Revista Sertaneja (editada entre 1904 e 1908) com o poema o Sertanejo; O Necydallus, de Aracaju; O Correio de Mathias, da cidade de Matias Barbosa, 1913, (contribuição representativa) -  etc...

### Obra escrita
- Noites do Seminário. Conferências morais e religiosas, por um ex-seminarista. Livro de estréia. Bahia, 1870, XXVIII – 117 páginas. In gr. Lito-tipo. da Bahia Ilustrada. Editor, Sinfrônio Cardoso.  (prosa). Bahia, 1871 – Brício Maurício de Azevedo Cardoso, seu irmão
- Indianas (poesias). Rio de Janeiro, 1879, editor, Serafim José Alves[30] Seu primeiro livro de poesias de conotação lírica, tem versos impessoais como “A cabocla do Brasil” e “Tropeiro” de conotação descritiva e de um ornamento rico em imagens e qualidade.
- A Moça. Poemeto -  [31]
- Louros Esparsos (poesias). (1890) - Rio, 1901, in. 16º. Tip da União Portuguesa.
- A Descoberta do Brasil: 1º. canto de um poema. Poesias soltas lidas pelo Sr. Barão de Paranapiacaba, 5 volumes de poesias de 200 páginas cada um. 1 volume em francês.
- Carlos e Alice: poemeto lírico. Rio, 1904, 30 pgs. In. Tip. Lit. L. Malafaia Júnior.[32]
- Traços biográficos do pianista brasileiro Frederico Malho. Rio de Janeiro, 1906. De colaboração com Gustavo Reis e Coronel Hilário de Andrade.
- Elegias: versos. S. João Nepomuceno – Minas, 1910. Tip. Da Voz do Povo.  - Elegias 1910. São João Nepomuceno. Tipografia da "Voz do Povo". - XIII, 80 p., 6f.[33]
- Sonhos e Goivos, no prelo